# Salia anna
Salia anna är en fjärilsart som beskrevs av Druce 1891. Salia anna ingår i släktet Salia och familjen nattflyn. Inga underarter finns listade.